# Wasserturm Elsterwerda

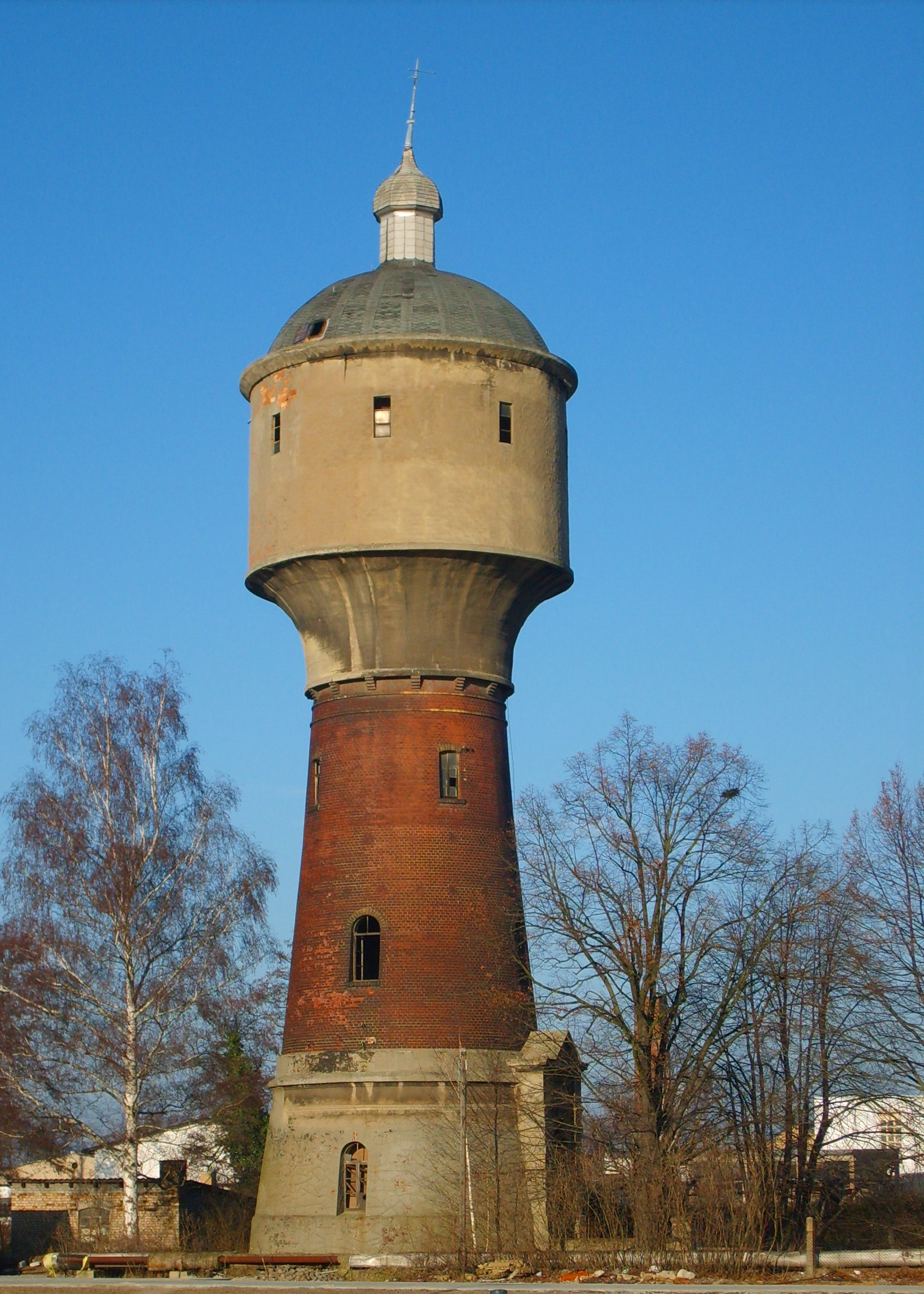
Der Wasserturm in der Weststraße

Der Wasserturm an der Weststraße in der südbrandenburgischen Stadt Elsterwerda wurde von 1905 bis 1906 erbaut und stand bis zum Abriss als technisches Kulturdenkmal unter Denkmalschutz.
Die Herstellung der städtischen Wasserleitung wurde am 5. Juli 1901 auf einer öffentlichen Versammlung beschlossen, zu welcher Bürgermeister Albert Wilde eingeladen hatte. Während das Wasser aus einer Quelle am Kahlaer Weg durch ein Hebewerk in acht Metern Tiefe entnommen wurde, benötigte man zur Aufrechterhaltung eines gleichmäßigen Wasserdrucks in den Leitungen einen Wasserturm. Dieser wurde von 1905 bis 1906 an der heutigen Weststraße erbaut und am 27. Februar 1906 das erste Mal mit Wasser befüllt. Die offizielle Inbetriebnahme erfolgte am 1. April 1906. Er besitzt eine Höhe von 32 Metern und trägt einen eisernen, 250 m³ großen Wasserbehälter, der von einer zylindrischen Stahlbetonverkleidung umgeben ist. Zur Speisung der Dampflokomotiven mit Wasser wurden 1912 drei Wasserkrane des nahegelegenen Bahnhofs angeschlossen. 1942 reichte die städtische Anlage zur Versorgung der stark gewachsenen Stadt nicht mehr aus und es wurde das Leitungsnetz des 1940 zwangseingemeindeten Ortsteils Biehla angeschlossen. Der Wasserturm in der Weststraße wurde schließlich 1948 für die kommunale Wasserversorgung außer Betrieb gesetzt und sollte, nachdem auch die Deutsche Reichsbahn keine Verwendung mehr für das Bauwerk hatte, in den 1980er Jahren abgerissen werden. Da sich Denkmalpfleger und der damalige Rat der Stadt für den Erhalt des technischen Denkmals einsetzten, wurde einer Sanierung zugestimmt und das Turmdach 1989 umfassend erneuert.
Im Herbst 2024 wurde das Bauwerk schließlich durch eine ortsansässige Baufirma abgebrochen.

## Weitere Wassertürme im Stadtgebiet von Elsterwerda
Im Stadtgebiet von Elsterwerda befinden sich noch zwei weitere Wassertürme. Beim Biehlaer Wasserturm handelt es sich ebenfalls um ein Baudenkmal. Er besitzt ein Fassungsvermögen von 90 m³ und befindet sich 140 m ü. NN weithin sichtbar auf dem Winterberg des Elsterwerdaer Stadtteils Biehla. Das von 1913 bis 1914 errichtete Bauwerk, dessen Fassade nach dem Vorbild des Leipziger Völkerschlachtdenkmals gestaltet wurde, sollte neben dem technischen Zweck auch als Denkmal und Wahrzeichen des Ortes dienen.
Der Wasserturm am Bahnhof Biehla besitzt ein Fassungsvermögen von 50 m³. Er gehört zu einem vom Elsterwerdaer Baumeister Friedrich Jage geschaffenen Gebäude-Ensemble mit Bahnhofsgebäude und Güterabfertigung aus schlesischem Klinkermauerwerk, welches in der Gegenwart auch denkmalgeschützt ist.